# Черето Санита
Черето Санита је насеље у Италији у округу Беневенто, региону Кампанија.
Према процени из 2011. у насељу је живело 1998 становника. Насеље се налази на надморској висини од 278 м.

## Становништво
Према резултатима пописа становништва 2011. у општини је живело 4.083 становника.
| 1951. | 1961. | 1971. | 1981. | 1991. | 2001. | 2011. |
| ----- | ----- | ----- | ----- | ----- | ----- | ----- |
| 5.675 | 5.362 | 4.697 | 4.339 | 4.468 | 4.197 | 4.083 |

## Партнерски градови
- Куенка